# Lighttpd
lighttpd는 웹 서버 애플리케이션이다.

## 사용하는 곳
lighttpd는 웹 2.0 관련하여 유명한 YouTube, Wikipedia, Sourceforge, Meebo 의 웹 서버로(2006년 기준), 2007년 4월에 집계된 NetCraft의 웹서버 순위에 5번째로 등록이 된 바 있다.
Alexa의 최상위 250개 사이트 중에 5개 사이트가 랭킹되었다.

## 제한
- 1.4.40 이하 버전은 X-Sendfile을 사용하지 않을 경우 CGI, FastCGI, 프록시로부터 공식적으로 큰 파일 보내기를 지원하지 않는다.[5] 이러한 제한은 lighttpd 1.4.40에서 제거되었다.[6]

## 같이 보기
- 웹 서버 비교(영어판)